# Atletica leggera ai Giochi olimpici intermedi - Getto del peso
Ai Giochi olimpici intermedi di Atene 17 atleti parteciparono alla gara di getto del peso. La prova si tenne il 27 aprile nello Stadio Panathinaiko. Non ci furono qualificazioni: si disputò direttamente la finale.

## L'eccellenza mondiale
| Record olimpico: Saint Louis 1904 | 14,81 m | Ralph Rose | Assente |
| Migliore prest. mondiale 1905     | 15,08 m | Wesley Coe | Assente |

Mancano i migliori specialisti statunitensi: Wesley Coe (15,08, nuovo primatista nazionale), Ralph Rose (14,81), che non hanno voluto affrontare la trasferta ateniese. 
L'irlandese Denis Horgan (14,88) vive negli Stati Uniti: anch'egli non è presente. Il migliore rappresentante della scuola USA è il lanciatore del disco Martin Sheridan.

## Finale
Il finlandese Verner Järvinen ha un personale di 13,93 m. In gara esegue i lanci migliori ma viene squalificato poiché secondo i giudici, ha "lanciato" il peso. Il titolo va proprio a Martin Sheridan.
| Pos     | Paese       | Atleta          | Età | Misura   |
| ------- | ----------- | --------------- | --- | -------- |
| Oro     | Stati Uniti | Martin Sheridan | 25  | 12,325 m |
| Argento | Ungheria    | Mihály Dávid    | 20  | 11,83 m  |
| Bronzo  | Svezia      | Eric Lemming    | 26  | 11,26 m  |

Martin Sheridan, irlandese di nascita, rappresenta ai Giochi intermedi la sua patria adottiva.

Eric Lemming si è cimentato occasionalmente nel peso. Passerà alla storia come il miglior giavellottista del suo tempo.